# Balaton (Sosnovec)
Balaton je rekultivační jezero na území Sosnovce v části Sosnowiec Porąbce, ve Slezském vojvodství v Polsku. Má rozlohu 10 ha a je postupně zanášeno. V letech 1994–2002 byla průměrná rychlost usazování 80  mm/rok.
V letních měsících je využíváno obyvateli města a hlavně rybáři.

## Historie
Vzniklo na místě hliniště cihelny dolu Kazimierz-Julius. Po ukončení těžby bylo hliniště zatopeno. V okolí byl vybudován rekreační areál a předán v roce 1968 k rekreačním účelům. Správu vykonával důl Klimotów a následně KWK Czerwone Zagłębie.